# Joseph Francis Shea
Joseph Francis Shea   (Bronx, 5 de setembre de 1926 - Weston, 14 de febrer de 1999) va ser un enginyer aeroespacial estatunidenc i directiu de la NASA (National Aeronautics and Space Administration).
Nascut a Nova York, al barri del Bronx, va estudiar a la Universitat de Michigan, on va rebre el títol de doctor en enginyeria mecànica el 1955. Després de treballar pels Laboratoris Bell en el sistema de guia inercial per ràdio del míssil balístic intercontinental Titan I, va ser contractat per la NASA el 1961. Com a ajudant del director de l'Oficina de Vols Espacials Tripulats (Office of Manned Space Flight) de la citada agència, i més tard com a cap de l'Oficina del Programa de la Nau espacial Apollo (Apollo Spacecraft Program Office), Shea va exercir un paper clau en la determinació del curs del programa Apollo en influir en la decisió de l'agència espacial a favor de la trobada en òrbita lunar i donar suport virtual a totes les proves del coet Saturn V. Encara que algunes vegades va causar controvèrsia dins de l'agència, Shea va ser recordat pel seu antic col·lega George Mueller com «un dels millors enginyers de sistemes del nostre temps».
El 1967, profundament implicat en les investigacions sobre l'incendi del Apollo 1, Shea va patir una crisi nerviosa com a resultat de l'estrès que patia. Va ser relegat de la seva posició i va deixar la NASA més tard. De 1968 a 1990 va treballar com a alt directiu de Raytheon, a Lexington (Massachusetts), i allí es va convertir en professor adjunt d'aeronàutica i astronàutica en el MIT. Mentre Shea servia com a assessor de la NASA en el redisseny de l'Estació Espacial Internacional al 1993, va ser obligat a dimitir del seu càrrec a causa de problemes de salut.

## Infància i educació
Shea va néixer i va créixer en el barri del Bronx, a (Nova York), sent el major dels fills d'una família catòlica d'origen irlandès. El seu pare treballava com a mecànic al metro de Nova York. De nen, Shea no mostrava interès per l'enginyeria; era un bon corredor i esperava convertir-se en atleta professional. Va estudiar en un institut catòlic i es va graduar quan tenia només 16 anys.
Després de la seva graduació, Shea es va allistar el 1943 a la Marina i es va enrolar en un programa que el portaria a la universitat. Va començar els seus estudis al Dartmouth College, passant després a l'Institut Tecnològic de Massachusetts i finalment a la Universitat de Michigan, on romandria fins que va obtenir el seu doctorat el 1955. El 1946, va ser comissionat com alferes a la Marina i va rebre la llicenciatura en matemàtiques. Shea va obtenir més tard els títols de Master en Ciències (MSc) (1950) i doctor (Ph.D.) (1955) en enginyeria mecànica per la Universitat de Michigan. Mentre obtenia el seu doctorat, va trobar temps per ensenyar a la universitat i mantenir un treball en els Laboratoris Bell.

## Enginyer de sistemes
Després de rebre el seu doctorat, Shea va treballar als Laboratoris Bell de Whippany (Nova Jersey), primer com a enginyer de sistemes del sistema de guia per ràdio del míssil balístic intercontinental (MBI) Titan I i més tard com a director del programa i desenvolupament del sistema de guia inercial de l'MBI Titan II. L'especialitat de Shea era l'enginyeria de sistemes, un nou tipus d'enginyeria desenvolupada en els anys 1950 que estava enfocada en la direcció i integració de projectes a gran escala, convertint el treball dels enginyers i contractistes en un tot funcional. Va tenir un paper significatiu en el projecte Titan I. En paraules de George Mueller: «Va aportar una quantitat considerable d'innovacions en enginyeria i una gran perícia en la direcció de projectes, i va ser responsable directe del reeixit desenvolupament d'aquest pioner sistema de guia». A més de les habilitats tècniques de Shea, aviat es va fer evident que també era un excel·lent director de persones. Conegut pel seu ràpid intel·lecte, també es va guanyar l'estima dels seus subordinats gràcies a petites excentricitats com ara la seva afició a crear enginyosos calembours i l'hàbit de portar mitjons vermells a cites importants. Durant els dies crítics del projecte Titan Shea es va mudar a la planta, dormint en un catre en la seva oficina per així estar disponible a tota hora si se li necessitava.
Havent beneficiat al projecte en temps i pressupost, Shea va aconseguir una bona reputació en la comunitat aeroespacial. L'any 1961 se li va oferir i va acceptar un lloc als Laboratoris de Tecnologia Espacial (Space Technology Laboratories), una divisió de TRW Inc., on va continuar treballant sobre els sistemes de míssil balístic.

## Carrera a la NASA

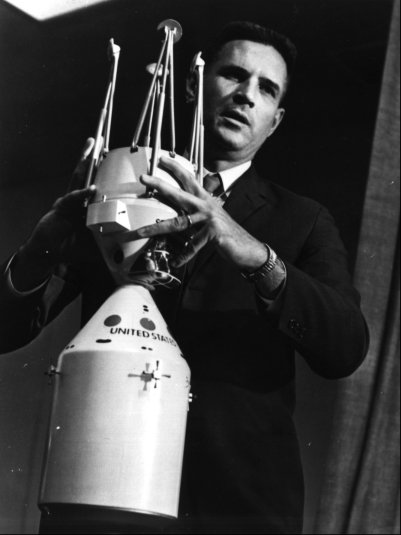
Shea fent una demostració de l'acoblament entre el mòdul lunar i el mòdul de comandament de la nau Apollo.

Al desembre de 1961, la NASA va convidar a Shea a una entrevista per al lloc d'ajudant del director de l'Oficina de Vols Espacials Tripulats (OMSF). Brainerd Holmes, el director de l'OMSF, havia estat buscant un ajudant que pogués oferir experiència en enginyeria de sistemes, algú amb les habilitats tècniques necessàries per supervisar el programa Apollo en el seu conjunt. Shea va ser recomanat pels assessors de Holmes, que havien treballat amb ell als Laboratoris Bell. Encara que Shea portava treballant a Space Technology Labs menys d'un any, li va captivar el repte que li oferia el nou lloc a la NASA. «Vaig poder veure que necessitaven gent bona al programa espacial» -va dir més endavant-, «i jo era una mica gallet en aquella època».

### Trobada en òrbita lunar
Quan Shea va ser contractat per la NASA, el compromís del president John F. Kennedy de portar l'home a la Lluna només portava set mesos, i moltes de les decisions importants que donarien forma al programa Apollo encara no s'havien pres. Entre elles, la més important era la manera com la NASA faria l'allunatge. Quan Shea va començar per primera vegada a considerar el tema l'any 1962, la majoria dels enginyers i directors, incloent a Wernher von Braun, el director de Marshall Space Flight Center (Centre Marshall de Vols Espacials) estaven a favor bé d'una opció denominada ascens directe (direct ascent), en la qual la nau Apollo allunitzaria i tornaria a la Terra com una sola unitat, o bé d'una trobada en òrbita terrestre (earth orbit rendezvous), on la nau s'ensamblaria estant encara en òrbita al voltant de la Terra. No obstant això, dissidents com John C. Houbolt, un enginyer de Langley, es decantaven per una opció que llavors era considerada com més arriscada. Es tractava del trobada en òrbita lunar (lunar orbit rendezvous), en el qual l'allunatge es duria a terme usant dues naus espacials: un mòdul de comandament que romandria en òrbita al voltant de la Lluna, i un mòdul lunar que baixaria a la Lluna i després tornaria a l'òrbita lunar per acoblar-se amb el mòdul de comandament.

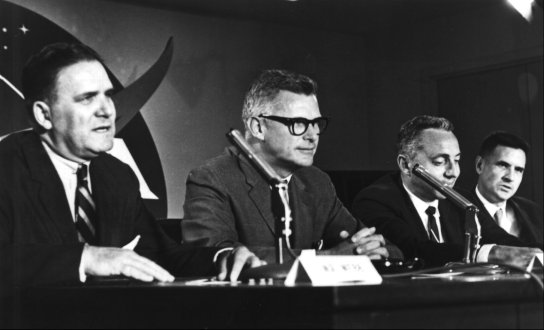
La decisió de la trobada en òrbita lunar s'anuncia en una roda de premsa de la NASA al juliol de 1962. Joe Shea és el que es troba a la dreta de la imatge.

El novembre de 1961, John Houbolt va enviar un escrit advocant per la trobada en òrbita lunar (LOR en anglès) a Robert Seamans, el vicedirector de la NASA. Segons Shea recordava, «Seamans va donar una còpia de la carta d'Houbolt a Brainerd Holmes, el director de l'OMSF. Holmes va posar la carta a la meva taula i va dir: "Imagina-t'ho"». Shea va decidir implicar-se en la trobada en òrbita lunar com a resultat d'aquesta carta. Encara que va començar tenint una lleu preferència per la trobada en òrbita terrestre, Shea «s'enorgullia» segons els historiadors espacials Murray i Coix «d'anar onsevulla que li portessin les dades». En aquest cas, les dades li van portar al Langley Research Center (Centre Langley d'Investigació) de la NASA a Hampton (Virgínia), on es va trobar amb John Houbolt i amb el Grup Espacial d'Operacions (Space Task Group), i es va convèncer que la trobada en òrbita lunar era una opció que valia la pena considerar.
La tasca de Shea va passar a convertir-se a portar a la NASA a una decisió ferma sobre el tema. Aquesta tasca era complicada pel fet que havia de crear un consens entre els diferents centres de la NASA, sobretot el Centre de Naues Espacials Tripulades (Manned Spacecraft Center) a Houston (Texas), encapçalat per Robert Gilruth, i el Centre de Vol Espacial Marshall (Marshall Space Flight Center) a Huntsville (Alabama), amb Wernher von Braun al capdavant. Les relacions entre ambdós centres no eren bones, i va constituir una fita important en el progrés del programa Apollo que von Braun i el seu equip finalment convinguessin a acceptar la superioritat del concepte de la trobada en òrbita lunar. La NASA va anunciar la seva decisió en una conferència de premsa l'11 de juliol de 1962, només sis mesos després que Shea s'unís a la NASA. L'historiador espacial James Hansen conclou que Shea «va tenir un paper fonamental en donar suport a les idees d'Houbolt i prendre la decisió a favor de la trobada en òrbita lunar», mentre que el seu antic col·lega George Mueller escriu que «és un tribut a la lògica i el lideratge de Joe que aquest fos capaç de crear un consens en els centres en una època en la qual eren autònoms».
Durant el temps que va estar a l'OMSF, Shea va ajudar a resoldre molts dels inevitables debats i conflictes sobre enginyeria que van sorgir durant el desenvolupament de la nau espacial Apollo. Al maig de 1963, va formar una Comissió de Revisió (Panell Review Board), unint a representants dels diferents comitès que ajudarien a coordinar el treball entre els centres de la NASA. Sota les ordres de Shea, aquesta coordinació va ser molt més eficient.

### Director del programa
A l'octubre de 1963, Shea va passar a ser el nou director de l'Oficina del Programa de la Nau espacial Apollo (Apollo Spacecraft Program Office o ASPO) a Houston. Encara que tècnicament era un descens de categoria, aquest nou lloc va donar a Shea la responsabilitat de dirigir el disseny i construcció dels mòduls de comandament i mòdul lunar de l'Apollo. De particular interès per a Shea va ser l'actuació de la North American Aviation, l'empresa contractista responsable del mòdul de comandament. Com ell més tard va explicar:
| « | No tinc un alt concepte de North American ni dels seus motius en els seus primers dies. El seu primer director de programes era un cretí de primera classe... Hi havia bons tipus per sectors, però era simplement una organització inefectiva. No tenien disciplina, no tenien concepte del control de canvis. | » |

Va ser responsabilitat de Shea aplicar aquesta disciplina en enginyeria a North American i a la direcció de la NASA dels seus contractistes. La seva experiència en direcció de sistemes li va servir també en el seu nou lloc. Durant els pròxims anys, qualsevol canvi de disseny en la nau espacial Apollo hauria de rebre l'aprovació final de Shea. Va mantenir el control del programa usant una eina de direcció que va concebre per si mateix -un quadern de fulles soltes, de més de cent pàgines, que reunien cada setmana per a ell resumint tots els desenvolupaments importants que havien tingut lloc i les decisions que havien de prendre. Li presentaven el quadern els dijous a la tarda, Shea ho estudiava i hi feia anotacions durant el cap de setmana i tornava al treball amb noves preguntes, instruccions i decisions. Aquesta peculiar eina li va permetre portar el compte d'un programa complex i sempre creixent.
La relació de Shea amb els enginyers de North American va ser difícil. Mentre que Shea culpava la direcció de North American de les contínues dificultats en el desenvolupament del mòdul de comandament, el líder del projecte Harrison Storms creia que la mateixa NASA no estava exempta de culpa. Li havia retardat l'hora de prendre decisions de disseny claus, i va persistir en la realització de canvis significatius en el disseny una vegada que la construcció havia començat. Tot i que Shea va posar de la seva part per tractar de controlar les peticions de canvi, Storms expressava la seva sensació que aquest no comprenia o simpatitzava amb els inevitables problemes implicats en el dia a dia del seu treball.

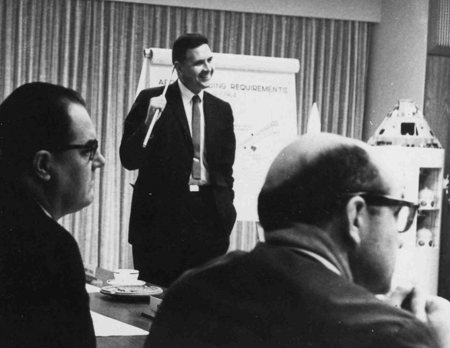
Shea en una reunió d'enginyers durant el programa Apollo.

Shea va ser una figura controvertida fins i tot al Centre de Naus Espacials Tripulades. Al no haver estat a Langley amb el Grup Espacial d'Operacions, era considerat un "intrús" per homes com ara el director de vol Chris Kraft. En paraules de Kraft, «l'animositat entre la meva gent i la de Shea era intensa». Les relacions entre Shea i altres centres de la NASA eren fins i tot més tirants. Com vicedirector de l'OMSF, Shea havia tractat d'estendre l'autoritat de la seu principal de la NASA sobre els altres centres que en depenien, que defensaven la seva independència. Aquesta tasca va ser particularment problemàtica quan va arribar el torn de Marshall Space Flight Center, que havia desenvolupat la seva pròpia cultura sota Wernher von Braun. La filosofia de von Braun sobre l'enginyeria diferia de la de Shea, prenent una aproximació més consensual que top-down. Segons recorda un historiador, «von Braun tenia la sensació que Shea tenia massa treball i que anava a destrossar les habilitats en enginyeria dels centres».
Les friccions entre Shea i Marshall, que havien començat quan Shea estava a l'OMSF, van continuar després que aquest es mudés al seu nou lloc. Es va implicar profundament a donar suport a l'esforç de George Mueller per imposar la idea de realitzar totes les proves del coet Saturn V sobre els poc disposats enginyers de Marshall. La postura de von Braun respecte a l'enginyeria era conservadora, emfatitzant les proves incrementals de components. Però el rígid horari del programa de l'Apollo no permetia aquest lent i acurat procés. El que Mueller i Shea proposaven era provar el Saturn V com una sola unitat en el seu mateix primer vol i, tot i ser-ne refractari, Marshall va acabar acceptant aquest enfocament a la fi de 1963. Quan se li va preguntar més tard sobre com ell i Mueller se les havien arreglat per vendre la idea a von Braun, Shea va respondre: «simplement li vam dir: així és com serà, finalment».
El paper de Shea de resoldre diferències dins de la NASA, i entre aquesta i els seus contractistes, el va situar en una posició on les crítiques eren inevitables. No obstant això, fins i tot els seus crítics respectaven les seves habilitats en enginyeria i direcció. Tothom que coneixia Shea el considerava un enginyer brillant, i el seu temps com a director de l'ASPO només va servir per cimentar una reputació que s'havia format durant la seva estada en el projecte Titan. Sobre el treball de Shea a mitjans dels anys 1960, Murray i Coix escriuen que «aquests van ser dies de glòria per a Joe Shea, i, per sobre del remolí d'opinions, aquest talentós i enigmàtic home havia pres un treball que havia estat enfonsant-se i l'estava propulsant». El treball de Shea també va créixer com a centre d'atenció, oferint-li un reconeixement públic que va aproximar el seu acord amb Wernher von Braun o Chris Kraft. Kraft havia aparegut a la portada de la revista Time el 1965; Time planejava oferir a Shea el mateix honor el febrer de 1967, el mateix mes en què es va planificar la primera missió tripulada de l'Apollo.

### Incendi de l'Apollo 1

#### Antecedents
Els problemes amb el mòdul de comandament de l'Apollo van continuar durant la fase de proves. La reunió per a la revisió de la primera nau creada per a una missió tripulada va tenir lloc el 19 d'agost de 1966. Un tema que preocupava era la quantitat de velcro dins la cabina, amb perill potencial d'incendi en l'atmosfera d'oxigen pur de la nau espacial, en el cas que es produís una espurna. En paraules de Shea:
| « | «I així va sorgir el tema de la nau espacial a aprovació, una discussió interminable. Jo em vaig enfadar una mica, i vaig dir: «Mirin, no hi ha forma que hi hagi un incendi en la nau espacial tret que hi hagi una espurna o que els astronautes portin cigarrets a bord. No anem a deixar-los fumar». A continuació vaig donar en aquella reunió les següents ordres: "Vagin a netejar la nau espacial. Assegurin-se que totes les normes contra incendis es compleixen"». | » |

Encara que la nau va passar la revisió, la tripulació va acabar al final de la reunió presentant a Joe Shea una foto d'ells tres asseguts al voltant del model d'una càpsula, amb els seus caps inclinats en postura d'oració, amb una simple inscripció:
| « | «No és que no confiem en vostè, Joe, però aquesta vegada hem decidit passar per damunt seu». | » |

El 25 de gener de 1967, la tripulació del Apollo 1 va començar una sèrie de proves de compte enrere a la nau espacial de la plataforma al Centre Espacial Kennedy. Encara que Shea havia ordenat al seu equip que instruïssin a North American perquè prenguessin mesures relatives al tema dels materials inflamables de la cabina, no havia supervisat l'assumpte directament, i poques accions es van dur a terme. Durant les proves a la plataforma, la nau espacial va patir una sèrie de problemes tècnics, incloent comunicacions trencades i plenes d'estàtica. Wally Schirra, el comandant de reserva de la missió, va suggerir a Shea que hauria d'estar en la prova del compte enrere juntament amb la tripulació amb l'objecte d'experimentar de primera mà les qüestions a les quals ells s'enfrontaven. Encara que Shea va considerar seriosament la idea, aquesta va demostrar ser inviable a causa de les dificultats d'enganxar un quart bucle de comunicacions per Shea. L'escotilla hauria de deixar-se oberta per poder treure els cables extra, i deixar l'escotilla oberta hauria fet impossible efectuar la prova de sortida d'emergència que s'havia programat per al final del dia 27. Segons Shea va explicar més tard a la premsa, unir-se a la tripulació per efectuar la prova «hauria estat altament irregular».
La prova final del compte enrere va tenir lloc el 27 de gener. Encara que Shea estava a Florida per al començament de la prova, va decidir anar-se'n abans que aquesta conclogués. Va tornar a la seva oficina a Houston al voltant de les 17:30 CST. A les 5:31 p. m. CST (6:31 p. m. EST) es va desencadenar un incendi massiu en el mòdul de comandament de l'Apollo. Incapaços d'escapar de la nau espacial, els tres astronautes (Gus Grissom, Ed White i Roger Chaffee) van morir en segons.

#### Investigació
Immediatament després de l'incendi, Shea i els seus col·legues de l'ASPO a Houston van embarcar en un avió de la NASA cap al Centre Espacial Kennedy. Van aterrar al voltant de la 1.00h; només cinc hores després de produir-se l'accident. En una reunió aquest mateix matí amb Robert Gilruth, George Mueller i George Low, Shea va ajudar a determinar els membres del comitè de revisió de la NASA que buscaria les causes de l'incendi. Addicionalment, va persuadir a George Mueller, cap d'Office of Manned Space Flight de la NASA, perquè li permetés actuar com el seu ajudant a Florida, supervisant el progrés de la investigació.

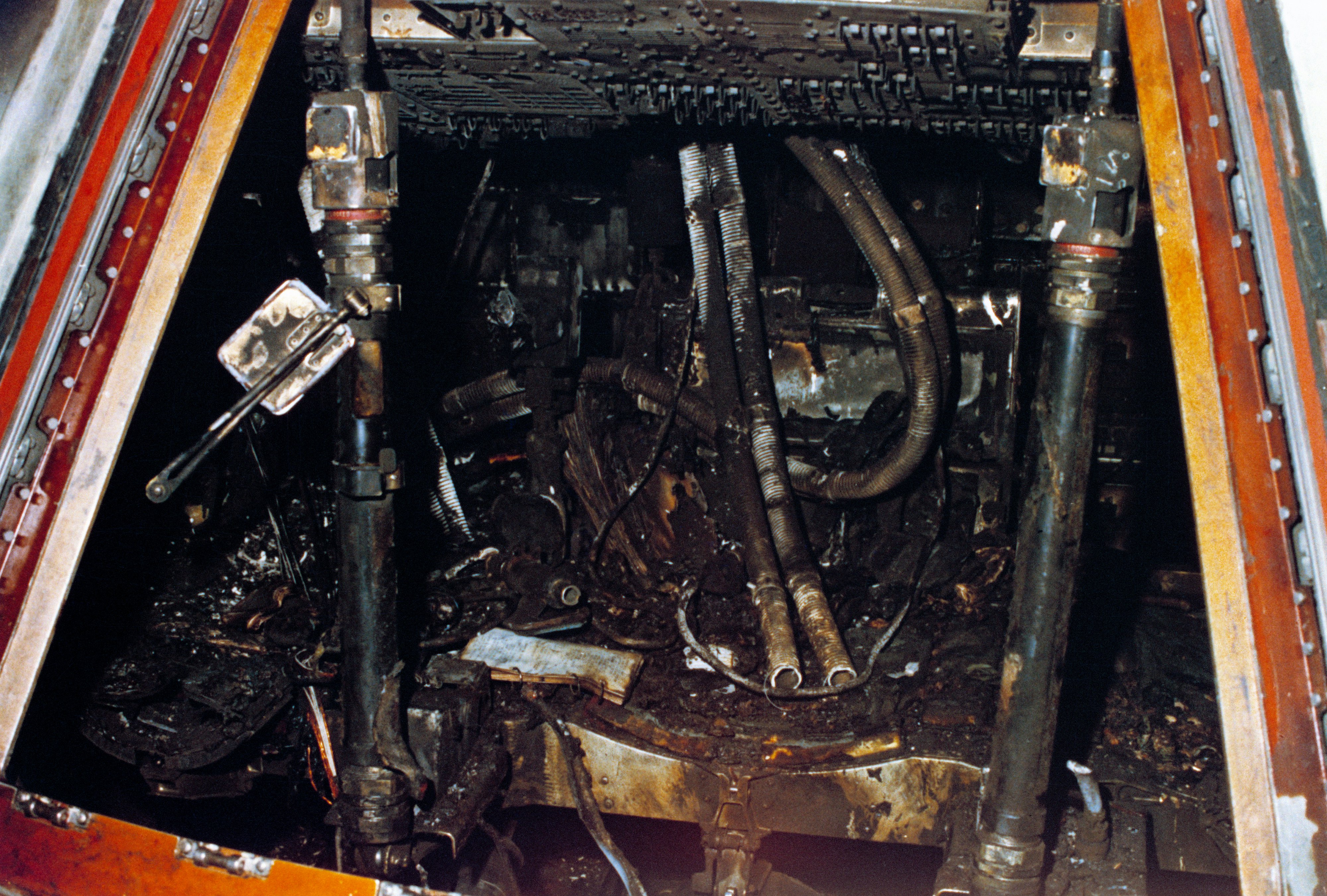
L'interior de la càpsula de l'Apollo 1 després de l'incendi.

Nomenat per al grup d'assessors triat per donar suport al comitè de revisió, Shea es va dedicar completament a la investigació, treballant vuitanta hores setmanals. Encara que la causa precisa de la ignició mai es va trobar, aviat es va fer clar que un curtcircuit en algun lloc del mòdul havia iniciat l'incendi, probablement provocat per un cable pelat. El que estava menys clar era el repartiment de responsabilitats. Els enginyers de la NASA tendien a apuntar al que ells van veure com un treball de molt mala qualitat per part de North American Aviation. Per la seva banda, els executius de North American culpaven la direcció de la NASA per la seva decisió malgrat les seves objeccions de presurizar el mòdul de comandament amb oxigen pur fins a una pressió molt per sobre de la necessària en l'espai, en la qual gairebé qualsevol material, incloent el velcro, amb el qual estava folrat interiorment la cabina cremaria instantàniament en flames si s'exposava a una espurna. Independentment de la distribució precisa de responsabilitats, Joseph Shea va semblar estar perseguit per la sensació que ell, personalment, va ser responsable de la mort dels tres astronautes. Durant anys després de l'incendi, va tenir el retrat que li van donar els tripulants de l'Apollo 1 en el vestíbul principal de la seva pròpia casa.

#### Crisi
La pressió de la investigació va afectar psicològicament a Shea. Tenia problemes de somni i va començar a recórrer als barbitúrics i a l'alcohol amb la intenció de suportar-ho. Shea no era l'únic empleat de la NASA que presentava problemes derivats de l'incendi: Robert Seamans va escriure que «les persones implicades de Houston van volar fins a Washington per atestar i literalment van estar sanglotant durant tot el vol», i un home que treballava a les ordres de Shea va patir una crisi nerviosa i segons informes va ser portat a un hospital mental en una camisa de força. Unes poques setmanes després de l'incendi, els col·legues de Shea van començar a notar que ell mateix estava comportant-se de forma imprevisible. Chris Kraft, el pare del qual havia sofert esquizofrènia, explicaria més tard el comportament de Shea en una reunió:
| « | Joe Shea es va aixecar i va començar calmadament a informar sobre l'estat de la investigació. Però, un minut després, estava divagant, i, en altres trenta segons, incoherent. Li vaig mirar i vaig veure [en ell] al meu pare, assolat per la demència precoç. Era horrible i fascinant al mateix temps. | » |

L'administrador de la NASA James Webb va començar a preocupar-se cada vegada més sobre l'estat mental de Shea. Específicament, estava preocupat pel fet que Shea no pogués ser capaç de tractar amb l'hostil interrogatori que rebria de la Investigació del Congrés sobre l'incendi de l'Apollo 1. El senador Walter Mondale havia acusat als enginyers de la NASA de negligència criminal pel que fa al disseny i construcció del mòdul de comandament de l'Apollo, i era raonable esperar que Shea estaria en la línia de foc. Al març, Webb va enviar a Robert Seamans i Charles Berry, físic cap de la NASA, per parlar amb Shea i demanar-li que es prengués una llarga excedència voluntària. Això, segons esperaven, evitaria que li cridessin a atestar. Ja s'havia preparat un comunicat de premsa, però Shea va rebutjar acceptar aquest fet consumat, amenaçant de dimitir abans d'anar-se'n. Com a compromís, va accedir a consultar a un psiquiatre i a consentir una avaluació independent d'aptitud psicològica. Però aquest intent de relegar a Shea del seu lloc també va fracassar. En paraules d'un dels seus amics:
| « | Els psiquiatres van tornar dient, "Que elegant, que intel·ligent és!" Aquí estava Joe, a punt de matar-se, però encara va poder burlar als psiquiatres. | » |

#### Reassignació
Finalment els superiors de Shea van ser forçats a prendre una decisió més directa. El 7 d'abril es va anunciar que Shea es traslladaria a la seu de la NASA a Washington D. C., on serviria com a ajudant de George Mueller a l'Oficina de Vol Espacial Tripulat. Va ser substituït com a cap de l'Oficina del Programa de la Nau Espacial Apollo per George Low. Mentre Shea ja havia actuat com l'ajudant de facto de Mueller a Florida durant la investigació, la realitat d'aquesta destinació permanent era molt diferent. Quan es va anunciar la reassignació del lloc de Shea, un dels seus amics va donar una entrevista anònima a la revista Time en la qual deia: «si Joe es queda a Washington, serà un ascens. Si es marxa en tres o quatre mesos, vostè sabrà que aquest trasllat va equivaler a un acomiadament».
El mateix Shea va semblar acceptar la reassignació només a contracor, declarant «era com si la NASA estigués intentant amagar-me del Congrés pel que pogués dir». Una vegada en el seu nou treball, va augmentar el seu descontentament amb un lloc que ell considerava un «no-lloc», i més tard va comentar: «No entenc per què, després de tot el que havia fet pel programa ... vaig ser l'únic al que van destituir. Era la fi del programa per a mi». Només sis mesos després de l'incendi, i un parell de mesos després d'acceptar el seu nou lloc, Shea va deixar la NASA amb l'objecte de convertir-se en vicepresident de Polaroid a Waltham (Massachusetts). No havia estat cridat a atestar sobre l'incendi davant la investigació del Congrés.

## Carrera després de la NASA
L'any 1968 Shea va acceptar un lloc a Raytheon, a Lexington (Massachusetts). Romandria amb la companyia fins a la seva jubilació el 1990, sent Vicepresident General d'Enginyeria de 1980 a 1990. Després d'abandonar Raytheon, Shea es va fer professor adjunt d'aeronàutica i astronáutica en el MIT.
Al febrer de 1993, l'administrador de la NASA Daniel Goldin va designar a Shea per a la presidència de la junta directiva d'un comitè de revisió tècnica convocat per supervisar el redisseny del problemàtic projecte de l'Estació Espacial Internacional. No obstant això, Shea va ser hospitalitzat poc després de la seva nominació. Cap a abril estava prou bé com per acudir a una reunió en la qual l'equip de disseny va presentar formalment els resultats preliminars dels seus estudis, però el seu comportament en aquesta reunió va posar les seves capacitats de nou en dubte. Segons anunciava The Washington Post:
| « | Shea ha fet una difusa presentació de dues hores, de vegades amb prou feines audible, que va deixar a molts dels presents especulant sobre la seva capacitat per fer el seu treball. Un amic de tota la vida va dir: «aquest no és el veritable Joe Shea. Ell és normalment mordaç i ben organitzat». | » |

L'endemà de la reunió, Shea va sol·licitar la seva reassignació, passant a ser assessor especial de Daniel Goldin. La NASA va anunciar que havia estat reassignat a causa de problemes de salut. No obstant això, The Scientist va donar una interpretació diferent, citant fonts que especulaven que la franquesa del seu discurs, incloent crítiques a Goldin, podrien haver causat controvèrsia en els cercles de la NASA.
Shea va morir el 14 de febrer de 1999 a la seva casa de Weston (Massachusetts). Va deixar vídua a la seva esposa Carol, cinc filles, i un fill.

## Al cinema i la ficció
Shea va ser interpretat per Kevin Pollak en la miniserie de l'HBO De la Terra a la Lluna, que relata una dramàtica confrontació similar a la qual havia tingut lloc entre Shea i Harrison Storms en una reunió de la Comissió de Revisió de l'Apollo. El personatge de Bert Seger en la novel·la de Stephen Baxter Voyage està basat en Shea.